# 雅克·西拉
雅克·西拉（Jacques Sylla，1946年—2009年12月26日）為非洲國家馬達加斯加共和國的政府官員。2002年2月，他被該國總統馬克·拉瓦盧馬納納（Marc Ravalomanana）任命為該國總理，任期一直延續擔任至2007年1月。